# Raión de Anna
El raión de Anna (ruso: А́ннинский райо́н) es un distrito administrativo y municipal (raión) ruso perteneciente a la óblast de Vorónezh. Se ubica en el norte de la óblast. Su capital es Anna.
En 2021, el raión tenía una población de 36 149 habitantes.
El raión está atravesado por el río Bitiug, que forma aquí un espacio natural.

## Subdivisiones
Comprende el asentamiento de tipo urbano de Anna (la capital, que forma un ayuntamiento urbano sin pedanías) y 64 localidades rurales, estas últimas agrupadas en los siguientes 22 asentamientos rurales:
- Artiúshkino
- Arjánguelskoye
- Beriózovka
- Brodóvoye
- Vasílyevka
- Vérjniaya Toida
- Deriábkino
- Krasni Log
- Mosolovka
- Nashchókino
- Nikoláyevka
- Nikólskoye
- Nóvaya Zhizn
- Novi Kurlak
- Ostrovkí
- Sovjoz Pugachovski
- Ramonye
- Rubáshevka
- Sadóvoye
- Stáraya Toida
- Stáraya Chigla
- Jleboródnoye